# Metro v Novém Athosu

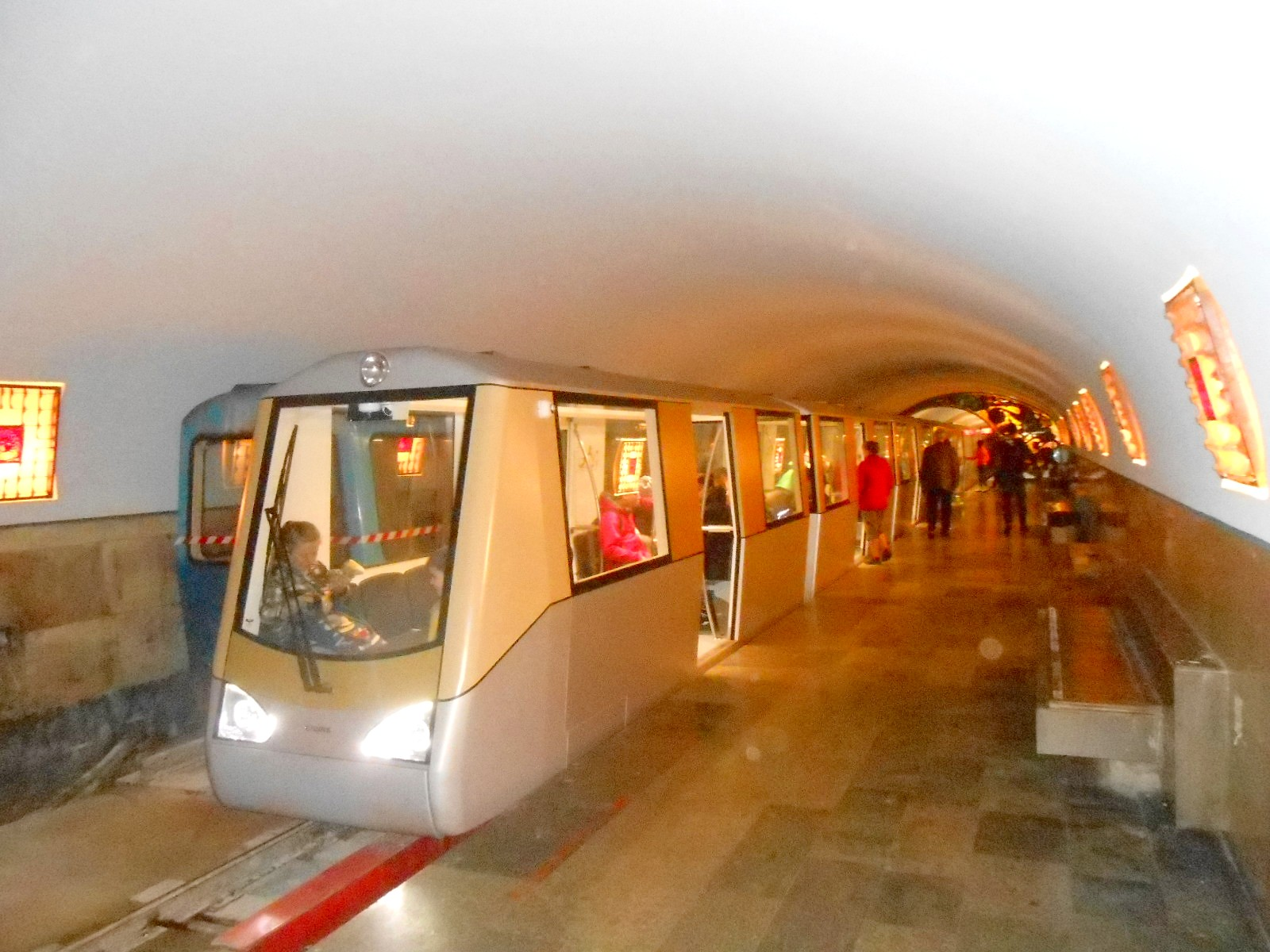
Elektrická jednotka Ep-563

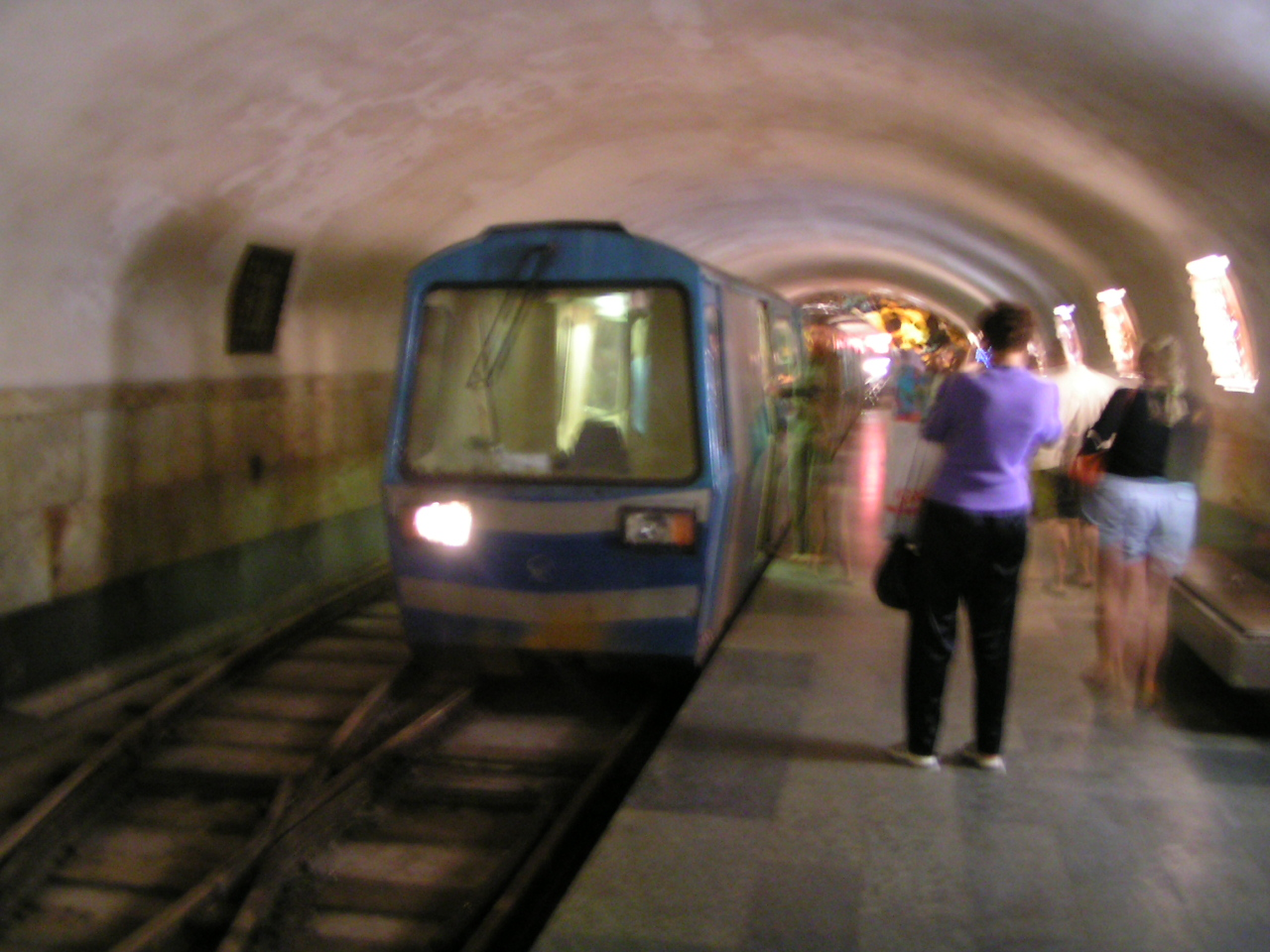
Modernizovaná elektrická jednotka EP „Turist“

Metro v Novém Atosu je ve skutečnosti podzemní elektrická železnice v jeskyni Nový Athos (abchazsky Афон Ҿыц – Afon Čyc, rusky Новый Афон – Novyj Afon) v gruzínské autonomní republice Abcházii. Železnice je určena k dopravě turistů do jeskyně pod Iverskou horou v době místní lázeňské sezóny (květen-listopad). Vzhledem k umístění celé tratě pod zemí bývá někdy označována jako metro.

## Technické údaje

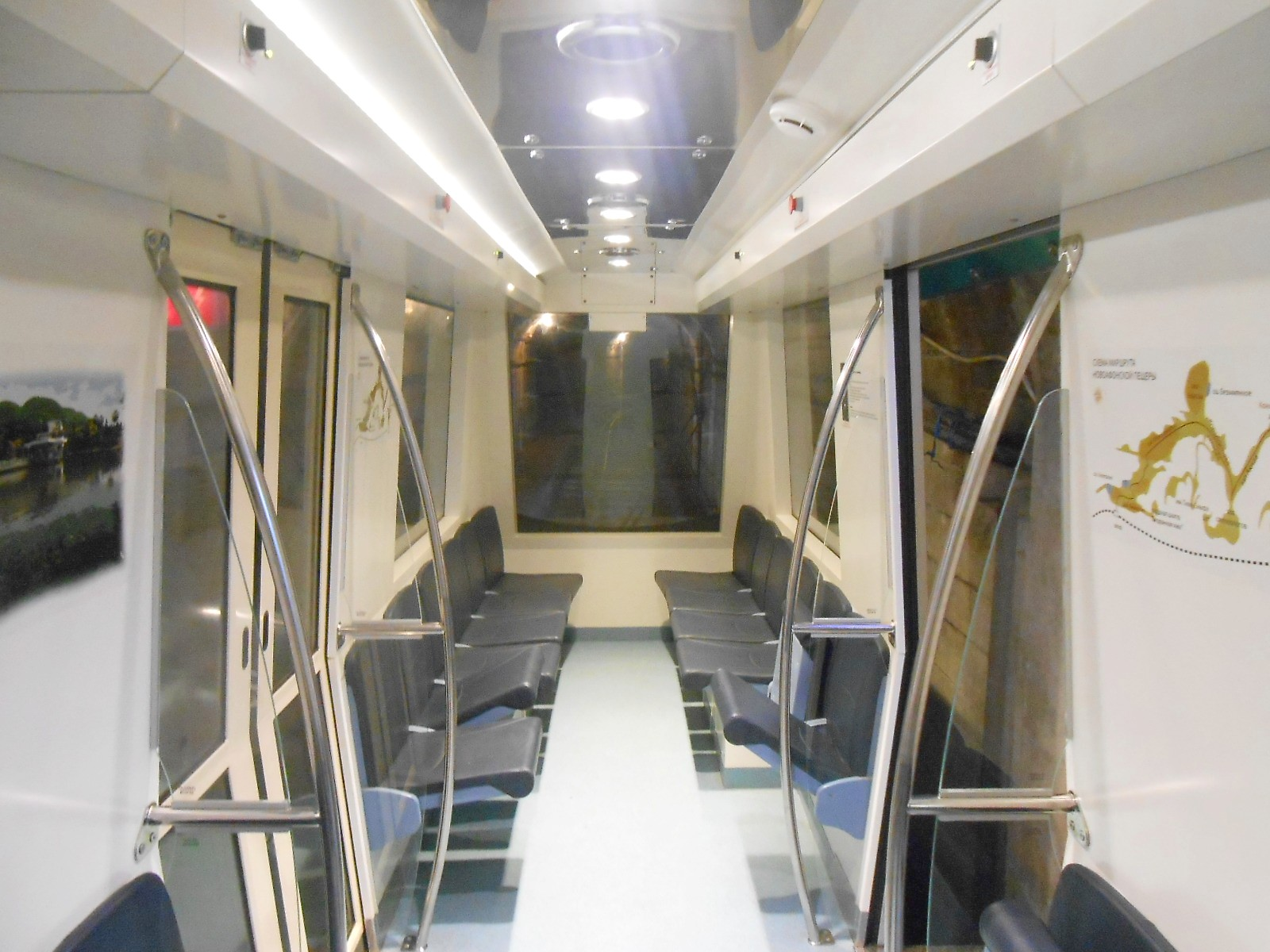
Interiér vagonu Ep-563

Byla otevřena 4. června roku 1975. Na její 1 291 m dlouhé trase se nachází 3 stanice. Výchozí stanicí je „Vstupní brána“, o 816 metrů dále je stanice „Sál Apsny“ (neboli Sál Abcházie) a po 475 metrech následuje konečná stanice „Sál Anakopie“ (do roku 1992 Sál Tbilisi). Doba jízdy z konečné na konečnou je asi 5 minut, vlak dosahuje průměrné rychlosti 30 km/h. Trať je jednokolejná elektrifikovaná (napětí 300 V) s úzkým rozchodem (914 mm). Na trati jsou dvě výhybny (jedna v počáteční a druhá u konečné stanice), spojka ke služební stanici a depo. Celková délka všech kolejí činí okolo 2 km. 250 centimetrů široký tunel dráhy je obložen železobetonovými bloky. Výstavba tratě probíhala v letech 1965–1975. Železnici každý rok využije průměrně 700 000 pasažérů.

## Vozový park
Původně byly pro dopravu využívány vyřazené hornické vagóny. Později však byly na objednávku Ministerstva uhelného průmyslu SSSR vyroben v závodě RVR v Rize speciální elektrický vlak Turist (jediný svého druhu na světě). Tento vlak sestává z motorového (nepřístupného pro cestující), čelního a čtyř vložených vagonů. Obsaditelnost soupravy je 90 lidí. V roce 2005 prošel „Turist“ generální opravou a modernizací v moskevském závodě SVARZ, mj. byla také změněn původní nátěr ze žlutého na modrý.